# Hans Berger (neurologue)
Pour les articles homonymes, voir Berger (homonymie) et Hans Berger.
Hans Berger, né à Neuses près de Cobourg le 21 mai 1873 et mort à Iéna le 1er juin 1941, est un neurologue allemand considéré comme le père de l'électroencéphalographie, étant le premier à avoir appliqué cette technique chez l'humain d'abord par trépanation puis vers 1929 « à la surface du crâne intact ».

## Biographie

### Jeunesse et formation

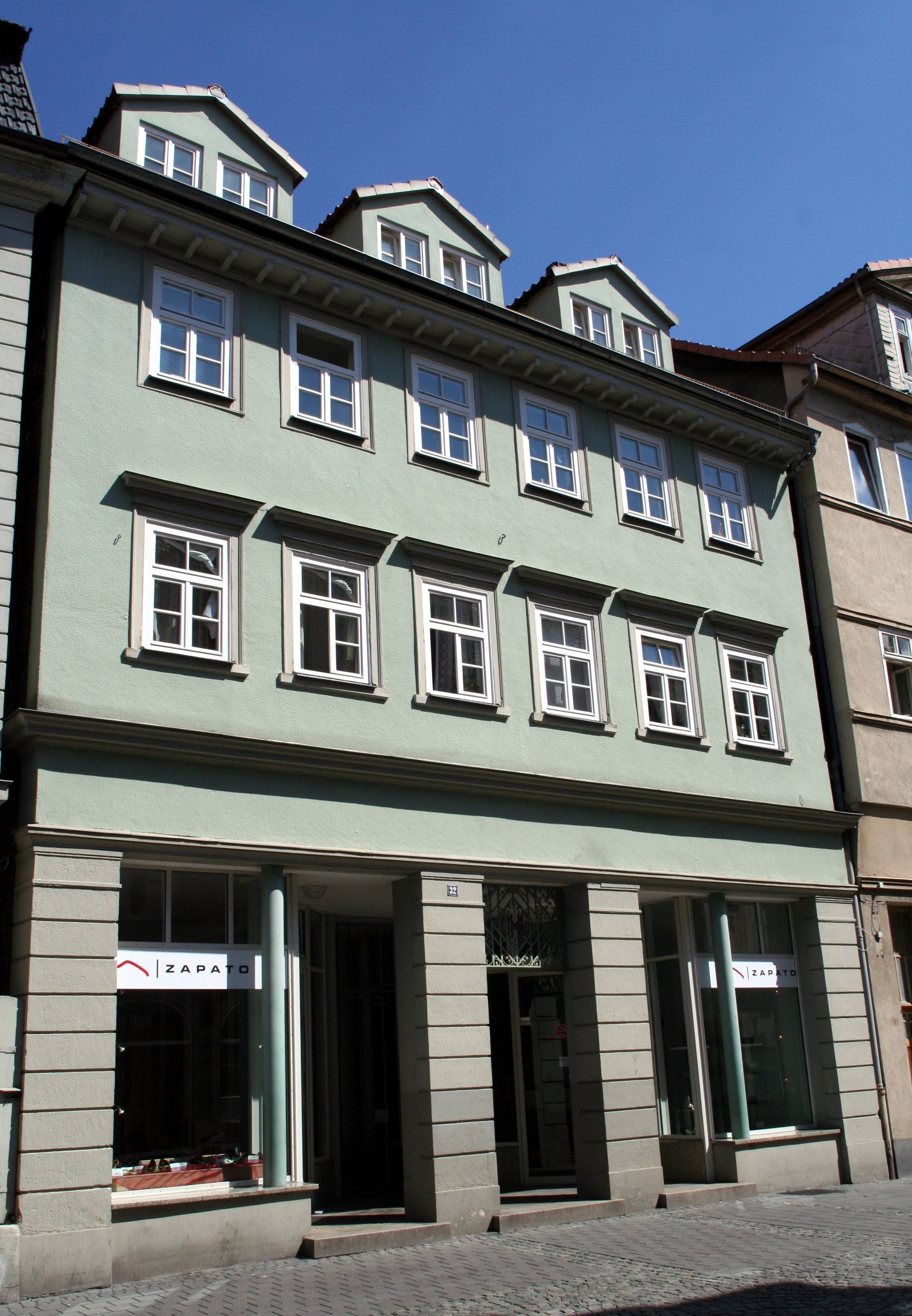
Maison natale de Berger Steinweg 32, à Cobourg.

Il est le fils du docteur Paul Friedrich Berger, le directeur de l'hôpital de Cobourg (Coburger Landkrankenhauses), et le petit-fils du poète et orientaliste Friedrich Rückert. Il effectue ses études secondaires au Lycée Casimirianum (Gymnasium Casimirianum) à Cobourg, où il obtient en 1892 son baccalauréat (Abitur) avec mention très bien dans toutes les matières. Ce sont ensuite les disciplines correspondant à ses premières inclinations, les mathématiques et l'astronomie, qu'il commence à étudier. Il abandonne cependant ses études au bout d'un semestre et s'enrôle pour une an de service militaire dans la cavalerie. Au cours d'un exercice d'entraînement, son cheval se cabre brusquement et Berger désarçonné atterrit juste devant les roues d'un canon tracté par des chevaux. Le conducteur de la batterie d'artillerie parvient à stopper les chevaux à temps, laissant le jeune Berger en état de choc mais sans blessures graves. Sa sœur, vivant dans la maison familiale éloignée de plusieurs kilomètres, a, au même moment, le sentiment du danger couru par son frère et insiste pour que leur père lui envoie un télégramme. L'incident fait une telle impression sur Berger que, des années plus tard, en 1940, il écrira : « Par un phénomène de télépathie spontanée, au moment où, face au danger, je contemplais ma mort certaine, j'ai transmis mes pensées tandis que ma sœur, qui m'était très proche, jouait le rôle d'un récepteur. » 
Il s'oriente ensuite vers les études de médecine, qui le conduisent d'abord à l'université d'Iéna (où il devient membre de la fraternité d'Arminia (Burschenschaft Arminia auf dem Burgkeller), puis à Wurtzbourg et à Kiel. De retour à Iéna (1893-1897), il y obtient son doctorat en médecine.

### Carrière scientifique
Hans Berger inaugure sa carrière médicale à Iéna en 1897 comme médecin adjoint à la clinique de psychiatrie dirigée par Otto Binswanger et dont le médecin-chef est à cette époque Theodor Ziehen. En 1901, il devient privatdozent avec un travail intitulé :  « À propos de la théorie de la circulation du sang dans la boîte crânienne chez l'Homme, en particulier sous l'influence des drogues » (« Zur Lehre von der Blutzirkulation in der Schädelhöhle des Menschen, namentlich unter dem Einfluß von Medikamenten »). Berger restera fidèle à cette clinique. En 1912, il y est nommé médecin principal et en 1919, il prend la succession de Binswanger comme directeur de l'hôpital psychiatrique et professeur associé. C'est à ce poste qu'il contribue au progrès de l'électroencéphalographie : il est le premier, en 1920, à amplifier le signal électrique de l’activité neuronale et à décrire les tracés en forme de vague,.

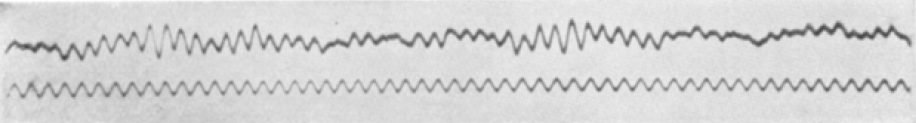
Une des premières images publiées de tracé d'EEG : la figure 13 de l'article princeps de Hans Berger : Über das Elektrenkephalogramm des Menschen. Archiv für Psychiatrie und Nervenkrankheiten. 1929; 87: 527-70.

De 1927 à 1928, il occupe le poste de recteur de l'université d'Iéna. Son discours de réception au rectorat (Rektoratsrede) intitulé « À propos des localisations cérébrales » (« Über die Lokalisation im Großhirn ») fait figure de profession de foi scientifique.

### Carrière officielle de médecin nazi
Hans Berger, qui était membre bienfaiteur de la SS (FM-SS), devient professeur émérite en 1938. Il termine sa carrière comme médecin consultant à la Haute Cour de Santé Héréditaire (Erbgesundheitsobergericht, EGOG) d'Iena, participant au programme de stérilisation forcée de l'Allemagne nazie.
Lorsqu'éclate la Seconde Guerre mondiale, en 1939, la direction de l'hôpital le réemploie comme commissaire. En 1941, Karl Astel, un responsable du programme eugéniste nazi lui demande de réintégrer l'EGOG, et Berger lui répond le 4 mars 1941 : « Je me tiens prêt très volontiers à revenir en qualité d'assesseur à la Haute Cour de Santé Héréditaire et vous en remercie » (« Ich bin sehr gerne bereit, wieder als Beisitzer beim Erbgesundheitsobergericht in Jena mitzuwirken und danke Ihnen dafür. »), mais cette affectation n'aura finalement pas lieu.
Le 1er juin 1941, pris d'un accès de mélancolie, Hans Berger se suicide par pendaison dans l'aile sud de la clinique médicale II à Iéna. Il avait passé ses dernières années dans le sanatorium pour patients atteints de maladies nerveuses dont il était le directeur à Bad Blankenburg. Il est enterré à Iéna.

### Honneurs et distinctions
En 1940, Berger est proposé trois fois comme candidat au prix Nobel sur un total de 65 nominations et ce n'est qu'en raison de sa mort que deux autres propositions en 1942 et 1947 ne seront pas enregistrées.